# Lepidosauromorpha
Lepidosauromorpha је група гмизаваца која обухвата све diapsid-е ближе гуштерима него archosauria (који обухватају крокодиле и птице). Једина жива подгрупа је Lepidosauria: преостали гуштери, змије, amphisbaenia и туатаре.